# Вилхелм Вернер фон Цимерн
Вилхелм Вернер фон Цимерн II (на немски: Wilhelm Werner von Zimmern; Wilhelm Werner II Graf von Zimmern-Herrenzimmern; * 6 януари 1485, Мескирх; † 6 януари 1575, Херенцимерн при Ротвайл) е граф на Цимерн, господар на замък Херенцимерн при Ротвайл в Баден-Вюртемберг, немски колекционер, историк и юрист. Той се отказва от наследството през 1509 г. Фамилията е издигната на графове през 1538 г. Той е чичо на Фробен Кристоф фон Цимерн, авторът на „Цимерската хроника“.

## Биография
Той е най-малкият син на Йохан Вернер I фон Цимерн „Стари“ (1454 – 1495) и съпругата му Маргарета фон Йотинген († 1528), дъщеря на граф Вилхелм I фон Йотинген († 1467) и Беатриче дела Скала († 1466). Брат е на Файт Вернер фон Цимерн (1479 – 1499), Йоханес Вернер фон Цимерн Млади (1480 – 1548) и на Готфрид Вернер фон Цимерн (1484 – 1554).
Баща му Йохан Вернер I има от 1487 г. конфликти с Верденбергите, получава имперска забрана (Reichsacht), загубва собственостите и бяга в Швейцария.
През 1489 г., на 4-годишна възраст, Вилхелм Вернер е в ексзил в дворец Ортенщайн при граф Йорг фон Верденберг-Зарганс. През 1496 г. той се връща при майка си в Ротвайл.
След службата му като шилдкнапе в двора на херцог Улрих фон Вютемберг той започва да следва от 1499 г. в университета в Тюбинген. От есента на 1504 г. следва в университета във Фрайбург в Брайзгау философия, история и право, и от 1506/07 г. той е там един от ректорите.
През 1509 г. Вилхелм Вернер се отказва от наследството си в полза на братята си срещу годишна рента. Отказано му е да стане клерик в Констанц и Страсбург и той започва кариера на юрист. През 1510 г. става дворцов съдия в императорския дворцов съд в Ротвайл. След това той е императорски камера съдия в Шпайер.
Като историк той е известен чрез генеалогии на швабските благороднически родове. Главното му произведение е хроника на манастир Майнц и дванадесетте му епископства (м. др. епископствата Вормс, Вюрцбург, Айхщет, Кур, Хилдесхайм, Падерборн). Ръкописите на произведенията му той пише частично сам и поставя там своите рисунки.
Той строи на замък Херенцимерн и донася тук своята библиотека и „камерата на чудесата“.
Вилхелм Вернер фон Цимерн умира на 6 януари 1575 г. на 90 години. По негово желание сърцето му е запазено в капелата на замъка Херенцимерн в желязна кутийка. То се пази днес в капелата на дворец Хайлигенберг.

## Фамилия
Първи брак: на 11 февруари 1521 г. с ландграфиня Катарина фон Лупфен (* 29 януари 1486; † 7 юни 1521), дъщеря на ландграф Зигмунд II фон Лупфен-Щюлинген (1461 – 1526) и Клеменция фон Монфор († 1528) или на ландграф Хайнрих III фон Лупфен-Щюлинген (1462 – 1521) и Хелена фон Раполтщайн († 1466). Тя пада от кон и умира бременна четири месеца след женитбата.
Втори брак: Вилхелм Вернер се сгодява на 17 март 1524 г. и се жени на 30 ноември 1525 г. за ландграфиня Амалия фон Лойхтенберг (* 23 юни 1469; † 30 януари 1538), вдовица на граф Леонхард II фон Фраунберг-Хаг († 27 септември 1511), дъщеря на ландграф Фридрих IV фон Лойхтенберг-Грюнсфелд († 1487) и графиня Доротея фон Ринек († 1503). Те имат две дъщери:
- Анна фон Цимерн-Вилденщайн (* 29 юни 1513; † 28 май 1570), омъжена 1531 г. в Мескирх за граф Йобст Николаус II фон Хоенцолерн (1514 – 1558), син на Йоахим фон Хоенцолерн († 1538) и Анастасия фон Щофелн († 1530), нямат деца[6]
- Барбара фон Цимерн (* 25 ноември 1519; † сл. 1552), неомъжена

## Галерия
- Алианцгерб Цимерн-Лупфен
- Алианцгерб Цимерн-Лойхтенберг
- Останки от замък Херенцимерн

## Произведения
- Die Könige von Ungarn, ab ca. 1540. Handschrift mit bebilderten Biographien, Württembergische Landesbibliothek Stuttgart, Cod. Donaueschingen 704 (Digitalisat)
- Chronik von dem Erzstifte Mainz und dessen Suffraganbistümern, 5 Bände, vollendet ca. 1550 (verschiedene Handschriften[7])
  - A: Erzstift Mainz
  - B: Worms, Würzburg und Eichstätt
  - C: Speyer, Straßburg, Verden
  - D: Chur, Hildesheim, Paderborn
  - E: Halberstadt, Konstanz, Augsburg
- Genealogie der Grafen von Kirchberg, Handschrift, Württembergische Landesbibliothek Stuttgart, Cod. Donaueschingen 593a (Digitalisat)
- Vergänglichkeitsbuch, bebilderte Handschrift, Württembergische Landesbibliothek Stuttgart, Cod. Donaueschingen A III 54 (Digitalisat; Transkription der gesamten Handschrift). Das Vergänglichkeitsbuch (1520 – 1550) enthält auf Blatt 21v eine lavierte Federzeichnung der Die drei Lebenden und die drei Toten/Begegnung der drei Lebenden und der drei Toten sowie einen Totentanz mit 41 Illustrationen und den zugehörigen Dialogversen.[8]
  - neuere Ausgabe des Totentanzes: Totentanz, Hrsg. von Christian Kiening, Ulrich Gaier, Hans Pörnbacher. Edition Isele, Eggingen 2004 ISBN 3-86142-276-X
  - Abschrift als repräsentatives Hausbuch: Württembergische Landesbibliothek Stuttgart, Cod. Donaueschingen 123 (Digitalisat).